# Montanoa andersonii
Montanoa andersonii là một loài thực vật có hoa trong họ Cúc. Loài này được Rogers McVaugh (1909-2009) mô tả khoa học đầu tiên năm 1972.

## Từ nguyên
Tính từ định danh andersonii đặt theo tên của William Russel Anderson (1942-2013), sinh viên kiêm trợ tá của Rogers McVaugh, người đã cùng ông thu thập mẫu thực vật Mexico năm 1965.

## Phân bố
Loài bản địa tây nam México.